# Arcambal
Arcambal (okzitanisch: Arcambald) ist eine französische Gemeinde im Département Lot in der Region Okzitanien (vor 2016: Midi-Pyrénées). Die 1.000 Einwohner (Stand: 1. Januar 2022) zählende Gemeinde gehört zum Arrondissement Cahors und zum Kanton Cahors-2.

## Geografie
Arcambal liegt etwa vier Kilometer östlich vom Stadtzentrum von Cahors am südwestlichen Rand des Zentralmassivs und dem westlichen Rand der Cevennen. Der Lot begrenzt die Gemeinde im Norden. Umgeben wird Arcambal von den Nachbargemeinden 
- Saint Géry-Vers mit Vers im Norden und Saint Géry-Vers mit Saint-Géry im Nordosten,
- Esclauzels im Osten und Südosten,
- Aujols im Süden,
- Flaujac-Poujols im Südwesten,
- Cahors im Westen,
- Lamagdelaine im Nordwesten.

## Bevölkerungsentwicklung
| 1962                       | 1968 | 1975 | 1982 | 1990 | 1999 | 2006 | 2018 |
| -------------------------- | ---- | ---- | ---- | ---- | ---- | ---- | ---- |
| 410                        | 409  | 413  | 535  | 637  | 735  | 821  | 988  |
| Quellen: Cassini und INSEE |      |      |      |      |      |      |      |

## Sehenswürdigkeiten
- Kirche Saint-Antoine aus dem 15. Jahrhundert
- Kirche Notre-Dame-de-l'Assomption
- Schloss Le Bousquet, Monument historique seit 1979

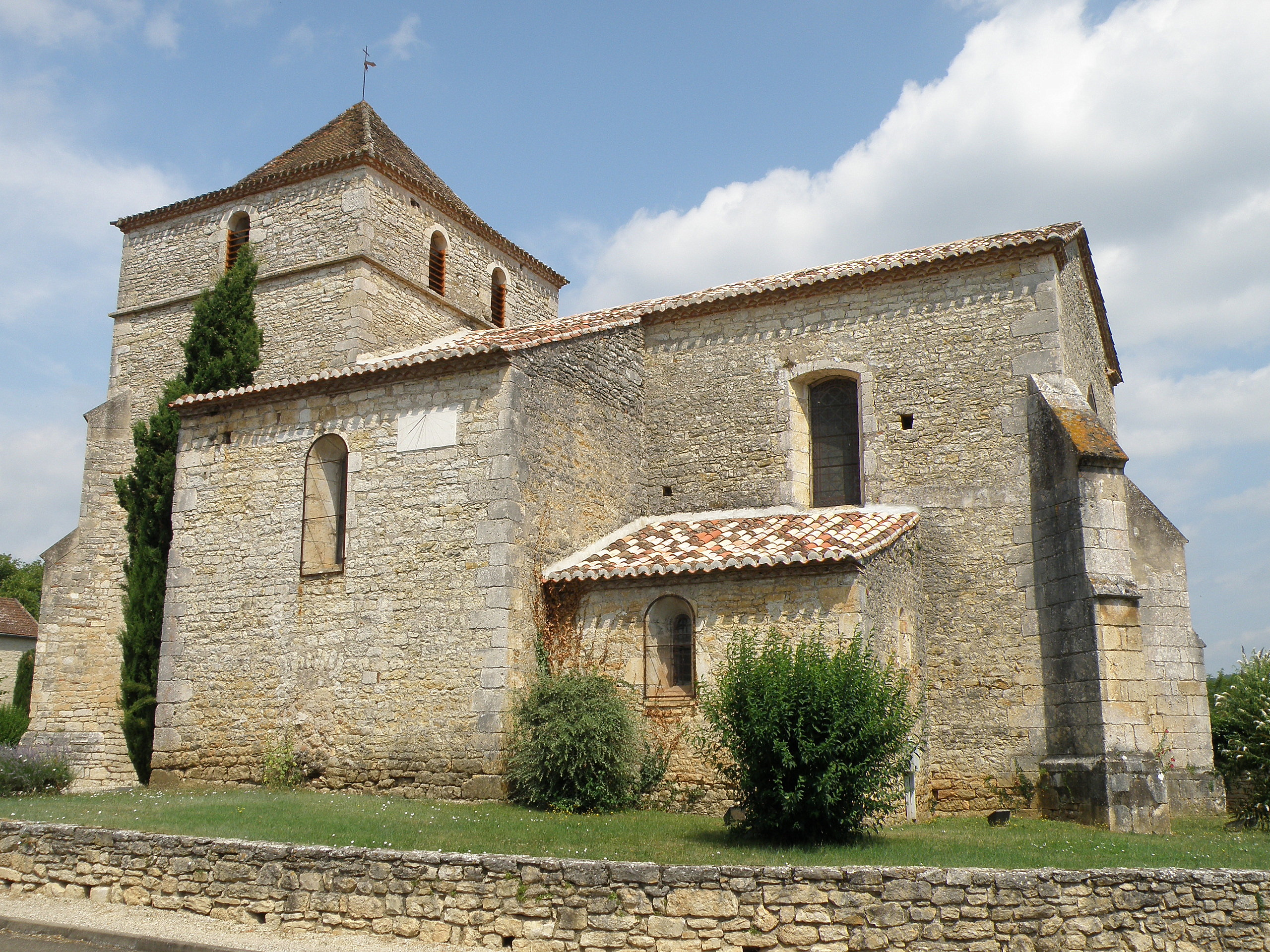
Kirche Saint-Antoine
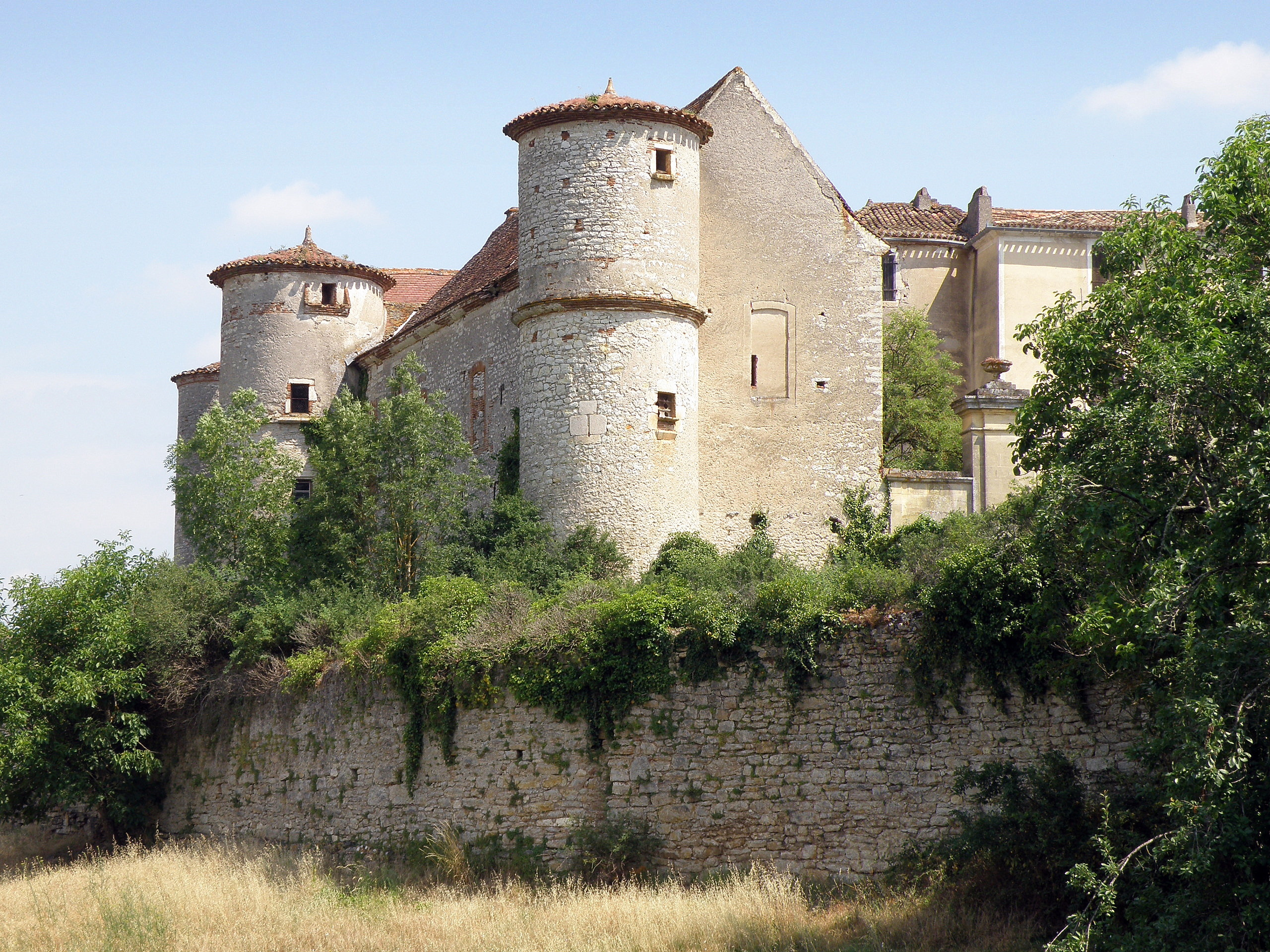
Schloss Le Bousquet